# بهمنیان (گیاه‌شناسی)
تیرهٔ بَهمَنیان یا تیرهٔ کلاه‌میرحسنیان (Plumbaginaceae) نام یکی از تیره‌های گیاهی است.
بهمنیان تیره‌ای از میخک‌سانان اغلب چندساله علفی و به‌ندرت بالارونده یا درختچه‌ای است با حدود ۲۴ سرده و ۷۷۵ گونه که گسترش جهانی دارند و در گستره وسیعی از استوا تا قطب شمال به‌خصوص در خاک‌های شور و باتلاقها و سواحل دریا می‌رویند؛ گلهایشان کامل است و گرده‌افشانی آنها اغلب به وسیلة حشرات انجام می‌شود.
تیره بهمنیان گیاهان علفی یا به صورت درختچه یا بوته‌هائی خاردار با ظاهری مشخص می‌باشند. در این تیره حدود ۴۰۰ گونه گیاه در ۱۰ جنس جای دارد
برگ‌هائی بدون استیپول، ساده، کامل، منفرد یا گسترده در سطح زمین دارند.
کاسه گل آن‌ها مرکب از ۵ کاسبرگ پیوسته بهم (غالباً غشایی) و جام گل آنها به صورت یک قیف منتهی به ۵ لوب مشخص است.
از گیاهان این تیره می‌شود به علف دندان اشاره کرد.

## سرده‌ها
- کلاه میرحسن
- Aegialitis
- Armeria, the thrifts or seapinks
- Bamiana
- Buciniczea
- Cephalorhizum
- Ceratostigma, the leadworts
- Chaetolimon
- Dictyolimon
- Dyerophytum
- Eremolimon
- Ghasnianthus
- Goniolimon
- Ikonnikovia
- Limoniastrum
- Limoniopsis
- شصت‌عروسان (syn. Statice), شصت‌عروسانs
- Meullerolimon
- Neogontscharovia
- Plumbagella
- علف سربی (سرده), the leadworts or plumbagos
- Popoviolimon
- Psylliostachys
- Vassilczenkoa